# Kirchheim am Ries
Kirchheim am Ries är en kommun och ort i Ostalbkreis i regionen Ostwürttemberg i Regierungsbezirk Stuttgart i förbundslandet Baden-Württemberg i Tyskland. Den tidigare kommunen Benzenzimmern uppgick i Kirchheim am Ries 1 januari 1972 och Dirgenheim 1 januari 1973.
Kommunen ingår i kommunalförbundet Bopfingen tillsammans med staden Bopfingen och kommunen Riesbürg.